# Phạm Công Trứ
Phạm Công Trứ (chữ Hán: 范公著, 1600 - 28 tháng 10 năm 1675) là tể tướng nhà Lê trung hưng trong lịch sử Việt Nam.
Phạm Công Trứ người làng Liêu Xuyên, tổng Liêu Xá, huyện Đường Hào, phủ Thượng Hồng, trấn Hải Dương, nay thuộc thôn Thanh Xá, xã Nghĩa Hiệp, huyện Yên Mỹ, tỉnh Hưng Yên một công thần, một nhà chính trị tài năng của chúa Trịnh, là một trong 39 người "phò tá có công lao tài đức" thời Lê Trung Hưng, làm đến chức Quốc lão, Thái bảo Yên Quận công.

## Sự nghiệp
Sự nghiệp chính trị của Phạm Công Trứ bắt đầu từ khi ông thành công trên đường khoa cử. Khoa Mậu Thìn, niên hiệu Vĩnh Tộ thứ 10 (1628), Phạm Công Trứ dự kỳ thi Đình, đậu Đệ tam giáp đồng Tiến sĩ xuất thân (Tiến sĩ) và được bổ làm Hàn lâm viện Hiệu thảo.
Từ đó trở đi, ông lần lượt giữ các chức vụ: Hiến sát sứ xứ Thanh Hoa (1631), Phụng Thiên Phủ doãn (1639), Tham chính xứ Thanh Hoa (1640), Thái thường Tự khanh (1642), Phó đô Ngự sử tước Khánh Yên bá (1645), Đô ngự sử (1646), Lễ bộ Thượng thư tước Yên Quận công (1657), Thiếu bảo kiêm Đông các Đại học sĩ, Tham tụng (1661), Lại bộ Thượng thư (1664), Thái bảo Quốc lão tham dự triều chính (1668), Chưởng Lục bộ sự - Thượng thư của sáu bộ (1673).
Năm 1675, ông mất, thọ 75 tuổi, được truy tặng Thái tể, ban tên thụy là Trung Cần.

### Chính trị, kinh tế
Khi đảm đương trọng trách Lại bộ Thượng thư, năm Ất Tỵ (1665), Phạm Công Trứ giao cho Ngự sử đài khảo khóa các nha môn, đã phát hiện sai phạm của nhiều đại thần và tất nhiên, họ đều bị giáng chức. Những việc làm đó đã khiến cho "pháp lệnh nghiêm minh, sĩ phu danh đua cố gắng, người làm quan lấy phong thái khí tiết mà tự miễn, cho nên được gọi là đời thanh bình.
Trên lĩnh vực kinh tế, Phạm Công Trứ đề xuất thực thi phép Bình lệ (kê khai hộ khẩu tại các địa phương để làm cơ sở cho việc bình bổ thuế ngạch), ban hành phép Ngũ lượng nhằm thống nhất các đơn vị đo lường, đong đếm trong nhân gian.
Khi giữ chức Tham tụng, ông đã nêu rõ phép khảo khóa (cất nhắc quan lại), ban điều lệ giáo hóa, khen thưởng người có đức hiếu để tốt nghĩa, xét lại sổ đinh điền, định lại ngạch thuế. Những việc sắp đặt của ông được chúa Trịnh Tạc tín nhiệm, thường theo ý ông để ổn định việc trị an. Người đương thời đều khen ông là một Tể tướng tốt.

### Quân sự
Từ khi cuộc chiến Trịnh-Nguyễn nổ ra, trải qua 7 lần đại chiến thì Phạm Công Trứ có đến 5 lần Nam chinh vào các năm: Quý Mùi (1643), Ất Mùi (1655), Canh Tý (1660), Tân Sửu (1661), Tân Hợi (1671). Tuy nhiên, cuộc chiến tranh Trịnh - Nguyễn vẫn không phân định được thắng thua.
Do mâu thuẫn trong nội bộ họ Trịnh, năm Ất Dậu (1645), Trịnh Lịch và Trịnh Sầm đã dấy quân phản loạn. Nhờ mưu lược khôn khéo và quyết đoán, Phạm Công Trứ và Đào Quang Nhiêu đã khuyên phủ Tiết chế (tức phủ chúa Trịnh) nên hành sự trước khi chúng tập hợp lực lượng. Kết quả là, nội loạn trong cung đã được dẹp yên, đó là công lớn của Phạm Công Trứ và Đào Quang Nhiêu.

### Văn hóa - xã hội
Trên lĩnh vực văn hóa Phạm Công Trứ cũng có những đóng góp quan trọng. Đầu tiên là ban bố bản Lê triều giáo hóa điều luật (47 điều giáo hóa) nhằm chấn chỉnh tôn ti trật tự trong triều đình, khiến cho các kinh điển của Nho giáo thấm nhuần trong xã hội, làm cho nhân dân trở về với thuần phong mỹ tục tốt đẹp của dân tộc. Năm Bính Ngọ (1666), Phạm Công Trứ đã dâng biểu tấu nhằm tuyên dương 13 bầy tôi tử tiết thời Lê sơ, phong làm Phúc thần, cho dựng từ đường và phụng thờ hương khói.
Là người đứng đầu bộ Lễ, Phạm Công Trứ đã kiến nghị vua Lê chúa Trịnh sửa sang lễ nghi, triều phục và định thành quy chế rõ ràng cho các quan văn võ đại thần. Ông cũng quy định phụ nữ và nam giới ăn mặc y phục theo đúng tục lệ truyền thống. Ngoài ra, Phạm Công Trứ cũng nhiều lần tấu xin ra lệnh nghiêm cấm hút thuốc, bởi không chỉ có hại cho sức khỏe mà còn trở thành một vấn nạn trong xã hội lúc bấy giờ.
Đặc biệt, trong chuyến hộ giá vua Lê Thần Tông đi Nam chinh ở Thuận Hóa năm Tân Sửu (1661), Phạm Công Trứ cùng với Trần Đăng Tuyển và Nguyễn Văn Thiệu làm thơ và xướng họa về những thắng tích, những nhân vật nổi tiếng của các địa phương mà đoàn quân đi qua, tất cả bao gồm 18 bài. Đây là những cảm nhận tinh tế, sâu sắc về thiên nhiên đất nước, con người của ông, đồng thời, quan trọng hơn là thể hiện ý chí quyết tâm của đoàn quân trong việc bình ổn và thu phục châu Ô (do nhà Nguyễn ở Đàng Trong chiếm đóng).
Để mở mang nền nếp Nho học, giáo dục kẻ sĩ, tuyển chọn nhân tài cho đất nước, ông phụng mệnh làm Giám thủ Quốc Tử Giám, vừa coi sóc việc trùng tu, tôn tạo Văn miếu Quốc Tử Giám, đồng thời đôn đốc và rèn luyện việc học tập của các học sinh ở Quốc Tử Giám. Không những thế, ông cùng quan Tham tụng Dương Trí Trạch dâng sớ xin cung đốn mọi vật cần thiết cho trường thi, đặc biệt là trường thi hương ở các địa phương, tạo điều kiện thuận lợi cho học trò học tập.
Khi về trí sĩ ở quê hương, ngoài thú vui điền viên, ông còn dạy học, nhiều học trò của ông sau này thành đạt, đỗ khoa bảng cao và đảm nhận những chức vụ quan trọng trong triều cũng như ngoài trấn, như: Đặng Công Chất, Nguyễn Công Bích, Đào Công Chính, Lê Hữu Danh, Lê Nhân Kiệt, Lê Sĩ Triệt, Hồ Sĩ Dương, Nguyễn Viết Thứ...

## Nhận định
Trải 50 năm làm quan, Phạm Công Trứ phò tá 5 đời vua Lê, 2 đời chúa Trịnh, từng giữ nhiều chức vụ và cương vị khác nhau, Phạm Công Trứ đã đạt đến đỉnh cao của công danh và quyền lực; là người mưu lược, luôn chăm lo việc nước, tài năng xuất chúng trên mọi lĩnh vực: Nội trị, văn hóa, sử học, ngoại giao. Sử gia Phan Huy Chú nhận định về ông như sau:
Ông là người thâm trầm giản dị, chắc chắn... đặt ra phép tắc, sửa soạn kỷ cương, đè nén những kẻ cậy thế nhũng lạm, yêu chuộng những người có phong cách tiết tháo, được đời khen là bậc tể tướng tốt. Ông lại ham đọc sách, đến già vẫn không mỏi. Có đức tốt, có danh vọng, công lao sự nghiệp là bậc hiền tể thứ nhất sau đời Trung hưng.